# L'Opinion (Maroc)
Pour les articles homonymes, voir L'Opinion.
L'Opinion est un journal quotidien marocain de langue française fondé en avril 1965. Il est affilié au Parti de l'Istiqlal.

## Histoire
L'Opinion est créée en mars 1965 par le Parti de l'Istiqlal un mois après que la précédente publication francophone du parti, La Nation africaine, a été censurée par le pouvoir et son directeur incarcéré,.
Son premier numéro paraît le 8 mars.

## Liste des directeurs de la publication
- Mohamed Berrada (1965-1970)
- Abdelhamid Aouad  (1970-1974)
- Abdelhafid Kadiri  (1974-1977)
- Mohamed Idrissi Kaitouni  (1977-2013)
- Jamal Hajjam  (2013-2019)
- Majdouline El Atouabi (Mars 2019-...)

## Diffusion
| Année | Tirage | Diffusion payée | Diffusion totale |
| ----- | ------ | --------------- | ---------------- |
| 2006  | 42 634 | 19 282          | 22 179           |
| 2007  | 40 439 | 16 591          | 20 193           |
| 2008  | 38 538 | 15 199          | 18 801           |
| 2009  | 37 354 | 14 195          | 17 797           |
| 2010  | 36 607 | 12 923          | 16 508           |
| 2011  | 38 643 | 10 804          | 14 384           |
| 2012  | 38 743 | 9 604           | 13 206           |
| 2013  | 33 908 | 8 811           | 12 391           |
| 2014  | 32 086 | 8 457           | 12 037           |
| 2015  | 31 795 | 7 760           | 11 340           |
| 2016  | 31 930 | 7 277           | 10 857           |
| 2017  | 31 661 | 6 647           | 10 227           |
| 2018  |        |                 |                  |

## Identité visuelle

Ancien logo.
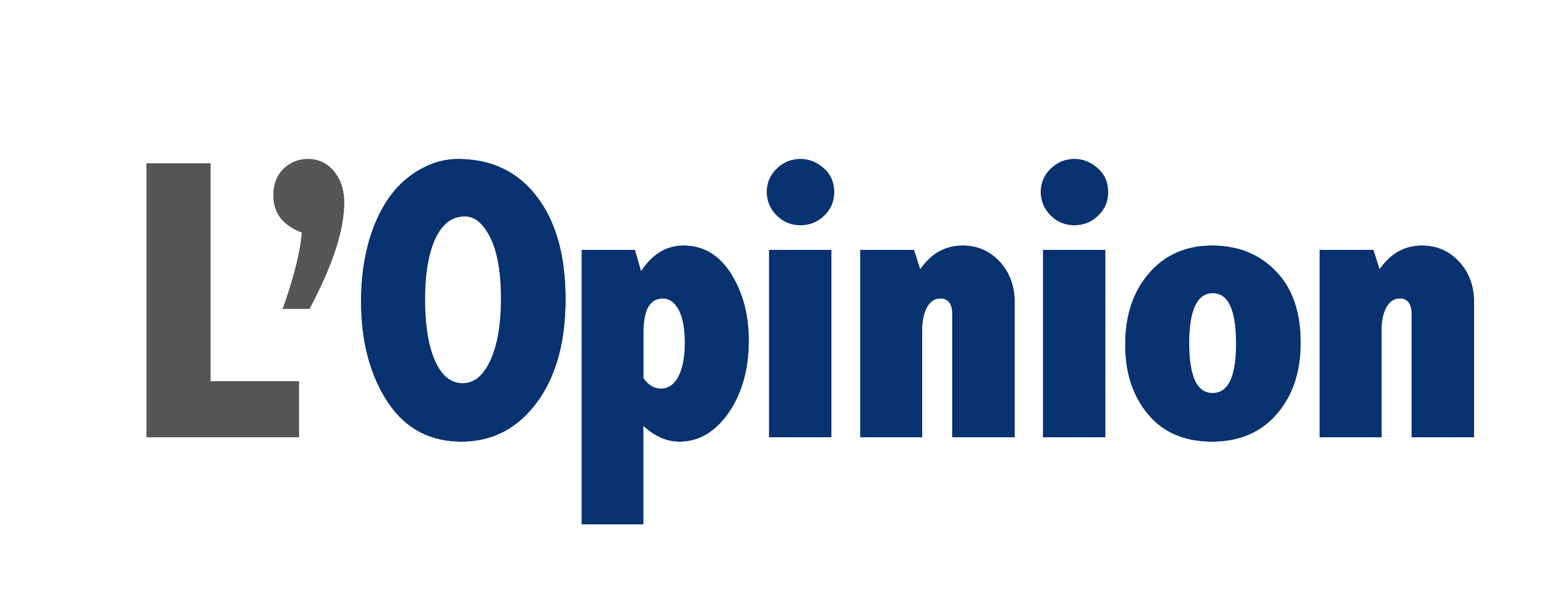
Logo actuel.